# Хроника Великой Отечественной войны (август 1941 года)

## 1 августа 1941 года. 41-й день войны
1 августа. Приказом наркома обороны вводится должность начальника Тыла Красной Армии и образовано Главное управление Тыла Красной Армии.
Начальником Главного управления тыла Красной Армии был назначен генерал-лейтенант А. В. Хрулёв.
Смоленское сражение. Одновременным ударом группы войск под командованием К. К. Рокоссовского и частей 16-й и 20-й армий в районе Смоленска прорван фронт окружения советских войск.
Группа войск 28-й армии под командованием В. Я. Качалова 1 августа развернула наступление из района Рославля на Смоленск. Противник бросил на Рославль 7-й, 9-й армейские и 24-й моторизованный корпуса, овладел городом и окружил советские части.
Наступающий из района Гомеля на Бобруйск 63-й стрелковый корпус Петровского вышел к реке Березина.
Киевская оборонительная операция. 1 августа на фронте Киевского УРа немцы провели разведку боем. Передовые отряды немецкой 6-й армии вышли к Днепру южнее Киева. Наступающая на юго-восток 1-я танковая группа Клейста заняла Ново-Миргород
Гальдер: Потери немецкой армии с 22 июня по 31 июля 1941 года составили 205 175 унтер-офицеров и рядовых и 8126 офицеров.
Совинформбюро. В течение 1 августа советские войска вели бои с противником на Порховском, Невельском, Смоленском и Житомирском направлениях.

## 2 августа 1941 года. 42-й день войны
2 августа. В Вашингтоне заключено Соглашение о продлении сроком на 1 год (до 6 августа 1942 года) действующего между СССР и США торгового соглашения.
Оборона Заполярья. Корабли Северного флота провели успешную операцию по эвакуации высаженного 14 июля в губе Большая Западная Лица морского десанта.
Киевская операция (1941). 2 августа 1-я танковая группа прорвалась к Первомайску, в тыл 6-й и 12-й армиям. К этому времени туда же вышла 17-я немецкая армия, наступавшая на Первомайск с северо-запада вдоль Южного Буга. Часть сил 6-й и 12-й армий, не успевшая отойти из района Умани, оказалась окружённой.
Совинформбюро. В течение 2 августа наши войска вели бои с противником на Порховском, Смоленском, Коростенском, Белоцерковском направлениях и на Эстонском участке фронта.

## 3 августа 1941 года. 43-й день войны
Киевская операция (1941). 1-я танковая группа заняла Первомайск и отразила контрудар 17-го стрелкового корпуса.
Гальдер: Потери немецких войск с 22 июня по 3 августа 1941 года составили около 242 тыс. человек. Среднесуточные потери — 5628 человек.
Совинформбюро. В течение 3 августа наши войска продолжали вести бои с противником на Смоленском, Коростенском, Белоцерковском направлениях и на Эстонском участке фронта.

## 4 августа 1941 года. 44-й день войны
Ленинградская оборонительная операция. Директивой Генерального штаба КА Новгородская армейская оперативная группа была преобразована в 48-ю армию С. Д. Акимова (см. карту — Ленинградская оборонительная операция. 10 июля — 30 сентября 1941 г.).
Киевская операция (1941). Для обороны черкасского плацдарма на фронте Белозерье — Степанки — Худяки сформирована 38-я армия. Советские войска оставили города Кировоград и Котовск.
Тирасполь-Мелитопольская оборонительная операция. Войска Южного фронта начали отход за реку Днестр. 4 августа главнокомандующий Военно-Морского Флота адмирал Н. Г. Кузнецов дал указания Военному совету Черноморского флота по организации и ведению обороны Одессы.
Совинформбюро. В течение 4 августа происходили ожесточённые бои на Холмском, Смоленском и Белоцерковском направлениях.

## 5 августа 1941 года. 45-й день войны
Таллинская оборона (1941). Началась оборона Таллина (5 августа — 28 августа).
Смоленское сражение (1941). Противник ликвидировал группировку советских войск, окружённую в районе Смоленска.
Киевская операция (1941). Остатки группы Понеделина капитулировали в районе Умани.
Тирасполь-Мелитопольская оборонительная операция. Ставки ВГК направила командованию Южного фронта директиву об отводе войск фронта на рубеж Чигирин — Вознесенск — Днестровский лиман. Одновременно командующий Южным фронтом получил приказ оборонять Одессу до последней возможности.
Одесская оборона (1941). Началась оборона Одессы (5 августа — 16 октября) войсками Приморской армии Г. П. Софронова.
Совинформбюро. В течение 5 августа наши войска продолжали вести бои с противником на Смоленском, Коростенском, Белоцерковском направлениях и на Эстонском участке фронта.

## 6 августа 1941 года. 46-й день войны
Ленинградская оборонительная операция. Войска группы армий «Север» ворвались в Старую Руссу.
Киевская операция (1941). Войска правого фланга 1-й танковой группы вышли на Буг до района Вознесенска.
Гальдер: Потери немецких войск с 22 июня по 6 августа 1941 года составили около 266 352 человека. Среднесуточные потери — 5790 человек.
Совинформбюро. В течение 6 августа наши войска вели упорные бои с противником на Кексгольмском, Смоленском, Белоцерковском направлениях и на Эстонском участке фронта.

## 7 августа 1941 года. 47-й день войны
7 августа. Государственный Комитет Обороны принял постановление о перебазировании на Урал цехов металлургических заводов «Серп и молот» и «Электросталь»; «О порядке размещения эвакуируемых предприятий».
7 августа. Лётчик-истребитель В. В. Талалихин при обороне воздушных подступов к Москве совершил ночной таран и уничтожил вражеский бомбардировщик.
Ленинградская оборонительная операция. На правом фланге Северо-Западного направления, в Эстонии, 18-я армия группы армий «Север» прорвала фронт обороны 8-й армии и 7 августа вышла на побережье Финского залива в районе Кунда, перерезав железную и шоссейную дорогу Ленинград — Таллин. Советские войска, сражавшиеся в Эстонии, оказались рассечёнными на две части: 11-й стрелковый корпус начал с боями отходить к Нарве, а 10-й стрелковый корпус — к Таллину.
Киевская операция (1941). 5-я армия Юго-западного фронта остановила наступление войск противника на линии железной дороги Коростень — Киев.
26-я армия Юго-Западного фронта нанесла контрудар в направлении на Богуслав и на следующий день освободила город, создав угрозу тылу 1-й танковой группы противника. Кроме того, войска армии форсировали Днепр севернее Богуслава и образовали плацдарм у Триполья.
Совинформбюро. В течение 7 августа наши войска продолжали вести упорные бои с противником на Кексгольмском, Холмском, Смоленском и Белоцерковском направлениях.

## 8 августа 1941 года. 48-й день войны
8 августа. Постановлением Государственного Комитета Обороны и Центрального Комитета партии Ставка Верховного Командования была преобразована в Ставку Верховного Главнокомандования. Верховным Главнокомандующим Вооружёнными Силами СССР назначен И. В. Сталин.
8 августа. Спецгруппа 1-го минно-торпедного полка Балтийского флота под командованием полковника Е. Н. Преображенского на 12 самолётах ДБ-3 осуществила в ночь на 8 августа первую бомбардировку Берлина. По 4 сентября с острова Сааремаа на Берлин совершило 9 налётов, 81 самолёто-вылет (55 завершились ударами по городу, остальные — по другим военным объектам).
Ленинградская оборонительная операция. 8 августа 41-й мотокорпус 4-й танковой группы начал наступление на Красногвардейском направлении.
Смоленское сражение (1941). В районе Рославля 43-я армия остановила наступление немецких частей на рубеже Десны.
2-я немецкая армия и 2-я танковая группа перешли в наступление в направлении на Гомель и Стародуб. Войска Центрального фронта не выдержали внезапных сильных ударов и начали отступать в южном и юго-восточном направлениях.
Киевская операция (1941). 1-я танковая группа вышла к Кривому Рогу и в район Кременчуга.
Тирасполь-Мелитопольская оборонительная операция. Сломив сопротивление 6-й и 12-й армии, немецкие войска получили возможность беспрепятственно продвигаться к Днепру и в тыл войскам Южного фронта. В связи с этим начался отвод всех армий на левый берег р. Южный Буг.
8 августа противник нанёс удар по стыку 9-й и Приморской армий в районе Жовтень и вынудил Приморскую армию отходить на юг к Одессе, а 9-ю и 18-ю армии — на восток к Николаеву. 8 августа немцы перерезали шоссейную дорогу Одесса—Николаев.
Совинформбюро. В течение 8 августа наши войска продолжали вести бои с противником на Кексгольмском, Смоленском, Коростенском, Белоцерковском направлениях и на Эстонском участке фронта.

## 9 августа 1941 года. 49-й день войны
9 августа. СССР и Великобритания выступили с декларацией правительству Турции о готовности соблюдать её территориальную целостность и оказать ей помощь в случае нападения на неё какой-либо европейской державы.
9 августа. Самолёты 81-й авиадивизии под командованием комбрига М. В. Водопьянова бомбардировали Берлин.
Ленинградская оборонительная операция. Финны заняли город Лахденпохья и расчленили прижатые к северному берегу Ладожского озера войска 23-й армии на две изолированные группировки.
Немецкая 18-я армия вышла к побережью Финского залива, расчленила группировку советских войск и ведёт преследование отходящих частей на восток и Таллин.
Началось наступление противника на Ленинград на Лужском и Чудовском направлениях.
Советские войска оставили город Старая Русса.
Смоленское сражение (1941). Группа армий «Центр» перешла в наступление на Рогачев.
Киевская операция (1941). 37-я армия отбросила ворвавшиеся в юго-западные пригороды Киева части противника.
Тирасполь-Мелитопольская оборонительная операция. Группа армий «Юг» на центральном участке фронта продолжает борьбу с советскими войсками, прорвавшимися к Богуславу, на южном фланге преследуют противника. Войска Приморской армии отошли на передовой рубеж обороны Одессы в 20—25 километров от города.
Совинформбюро. В течение 9 августа наши войска вели ожесточённые бои с противником на Кексгольмском, Смоленском, Коростенском и Белоцерковском направлениях.

## 10 августа 1941 года. 50-й день войны
Ленинградская оборонительная операция. Войска группы армий «Север» перешли в наступление в направлении на Новгород и Лугу.
Киевская операция (1941). 6-я немецкая армия прекратила наступление на Киев и перешла к обороне на рубеже Триполье, Киев, Коростень.
Совинформбюро. В течение 10 августа наши войска продолжали вести с противником упорные бои на Сольцком, Холмском, Смоленском, Белоцерковском и Уманском направлениях.

## 11 августа 1941 года. 51-й день войны
Ленинградская оборонительная операция. Немецкий 1-й армейский корпус занял Шимск.
Смоленское сражение (1941). Войска Западного фронта, развёрнутые от реки Западная Двина до города Ярцево, вынудили противника перейти к обороне на московском направлении.
Гальдер: «Общая обстановка все очевиднее и яснее показывает, что колосс-Россия, который сознательно готовился к войне, несмотря на все затруднения, свойственные странам с тоталитарным режимом, был нами недооценен. Это утверждение можно распространить на все хозяйственные и организационные стороны, на средства сообщения и, в особенности, на чисто военные возможности русских. К началу войны мы имели против себя около 200 дивизий противника. Теперь мы насчитываем уже 360 дивизий противника. Эти дивизии, конечно, не так вооружены и не так укомплектованы, как наши, а их командование в тактическом отношении значительно слабее нашего, но, как бы там ни было, эти дивизии есть. И даже если мы разобьем дюжину таких дивизий, русские сформируют новую дюжину».
Совинформбюро. В течение 11 августа наши войска продолжали бои с противником на Сольцком, Смоленском, Белоцерковском и Уманском направлениях.

## 12 августа 1941 года. 52-й день войны
Ленинградская оборонительная операция. Выйдя на линию железной дороги Нарва — Пушкин, противник повернул 12 августа часть своих сил на Кингисепп, рассчитывая отрезать наши войска, которые с тяжёлыми оборонительными боями отступали из Эстонии за реку Нарву.
Контрудар под Старой Руссой. 34-я армия К. М. Качанова Северо-Западного фронта перешла в наступление во фланг наступающей на Ленинград группе армий «Север».
Тирасполь-Мелитопольская оборонительная операция. Передовые отряды 11-й армии Группы армий «Юг» остановились перед Николаевом.
Совинформбюро. В течение ночи на 12 августа наши войска продолжали вести бои с противником на Кексгольмском, Сольцком, Смоленском, Коростенском и Уманском направлениях.

## 13 августа 1941 года. 53-й день войны
Ленинградская оборонительная операция. 8-я армия под прикрытием кораблей Чудской военной флотилии под командованием капитана 1 ранга Н. Ю. Авраамова отошла на Копорское плато. 13 августа противник занял оба берега Нарвы и корабли Чудской военной флотилии были затоплены у истока реки.
Противник завершил прорыв обороны 48-й армии на новгородском направлении.
Смоленское сражение (1941). 13 августа немецкие войска форсировали Днепр на рогачевском направлении и обошли 61-й стрелковый корпус Петровского, оставшийся на рубеже под Рогачевым и Жлобином.
Тирасполь-Мелитопольская оборонительная операция. Немецкая 11-я армия, 48-й моторизованный и венгерский корпуса окружили 9-ю армию Южного фронта в районе Николаева.
Войска противника блокировали Одессу с суши.
Гальдер: Потери немецкой армии с 22 июня по 13 августа 1941 года составили 389924 человека.
Совинформбюро. В течение 13 августа наши войска вели бои с противником на Кексгольмском, Старорусском, Смоленском, Белоцерковском направлениях. Несколько дней назад наши войска оставили г. Смоленск.

## 14 августа 1941 года. 54-й день войны
14 августа. Подписана англо-американская декларация о целях войны, получившая наименование «Атлантической хартии».
Ленинградская оборонительная операция. Немецкий 41-й мотокорпус вышел к дороге Красногвардейск—Кингисепп.
34-я армия и часть сил 11-й армии Северо-Западного фронта нанесли контрудар из района юго-восточнее Старой Руссы в северо-западном направлении. К вечеру 14 августа советские войска продвинулись на этом участке почти на 60 километров, глубоко охватили правый фланг старорусской группировки противника и создали угрозу удара в тыл группировке, вышедшей в район Новгорода.
Смоленское сражение (1941). Ставка ВГК приняла решение создать Брянский фронт в составе 50-й и 13-й армий. Командующим фронтом был назначен А. И. Ерёменко.
Советские войска продолжают атаковать 46-й моторизованный корпус Фиттингофа, занимающий ельнинский выступ.
Тирасполь-Мелитопольская оборонительная операция. 14-й моторизованный корпус 1-й танковой группы занял Кривой Рог.
Совинформбюро. В течение 14 августа наши войска вели ожесточённые бои с противником на всём фронте от Ледовитого океана до Чёрного моря. На южном направлении наши войска оставили гг. Кировоград и Первомайск.

## 15 августа 1941 года. 55-й день войны
Ленинградская оборонительная операция. 15 августа немецкий 1-й армейский корпус ворвался в Новгород.
Киевская операция (1941). Противник перешёл к обороне на фронте 5-й армии. 37-я армия к 15 августа почти полностью восстановила прежнее положение. 26-я армия отошла за Днепр.
15 августа. Опубликованы сообщения: коллективы рабочих ленинградских заводов «Большевик», «Электросила» имени Кирова, московского завода «Динамо» и некоторых других решили отчислять ежемесячно в Фонд обороны однодневный заработок.
15 августа. Для обороны Крыма создана 51-я армия Ф. И. Кузнецова.
Совинформбюро. В течение ночи на 15 августа наши войска вели упорные бои с противником на Кексгольмском, Старорусском, Смоленском направлениях и на Эстонском участке фронта.

## 16 августа 1941 года. 56-й день войны
16 августа. Состоялось заседание ЦК ВКП(б) и Совнаркома СССР. ЦК ВКП(б) и СНК СССР приняли «Военно-хозяйственный план на IV квартал 1941 года и на 1942 год по районам Поволжья, Урала, Западной Сибири, Казахстана и Средней Азии». Также принято решение о строительстве железнодорожной линии от Астрахани до Кизляра.
16 августа. В Москве заключено соглашение между СССР и Великобританией о товарообороте, кредите и клиринге.
16 августа. Принят Приказ № 270 Ставки ВГК о борьбе с трусами, дезертирами и паникёрами. В нём отмечалось, что, наряду с высокой стойкостью советских войск, имеют место позорные факты сдачи в плен не только среди красноармейцев, но и среди начальствующего состава. В приказной части требовалось драться до последней возможности, а сдающихся в плен уничтожать всеми средствами. Семьи сдавшихся в плен красноармейцев приказывалось лишать государственного пособия и помощи.
Ленинградская оборонительная операция. Немецкие 26-й и 38-й армейские корпуса начали штурм Нарвы. 41-й мотокорпус занял станцию Волосово в 40 км от Красногвардейска. Советские войска оставили город Кингисепп.
Смоленское сражение (1941). Начались оборонительные бои на черниговском и конотопском направлениях против 2-й немецкой танковой группы и 2-й армии. Ставка ВГК создала Брянский фронт и приказала ему нанести контрудар по 2-й танковой группе врага и разгромить её.
Тирасполь-Мелитопольская оборонительная операция. Части 9-й армии вырвались из окружения в районе Николаева и отошли за реку Ингулец.
Совинформбюро. В течение 16 августа наши войска продолжали вести бои с противником на всём фронте.

## 17 августа 1941 года. 57-й день войны
Ленинградская оборонительная операция. Немецкие войска заняли Нарву.
Тирасполь-Мелитопольская оборонительная операция. Войска Группы армий «Юг» заняли Николаев. 17 августа начались бои на подступах к Днепропетровску.
Совинформбюро. В течение 17 августа наши войска продолжали вести ожесточённые бои с противником на всем фронте. После упорных боев наши войска оставили города Николаев и Кривой Рог. Николаевские верфи взорваны.

## 18 августа 1941 года 58-й день войны
Смоленское сражение (1941). Группа армий «Центр» обошла Гомель с востока.
Тирасполь-Мелитопольская оборонительная операция. Группа армий «Юг» вышла на Черноморское побережье у Очакова. 1-я танковая группа продвигается к Никополю.
Гальдер: «У противника появилось оружие массированного огня, подобное нашему шестиствольному миномету. Калибр — 12,5 см, дальность стрельбы — 2—3 км. Может быть, это ракеты (так называемые „сталинские органы“)».
18 августа. Вечером 18 августа была взорвана плотина ДнепроГЭСа.
Совинформбюро. В течение 18 августа наши войска продолжали вести ожесточённые бои с противником на всём фронте. После упорных боёв наши войска оставили гор. Кингисепп.

## 19 августа 1941 года. 59-й день войны
Ленинградская оборонительная операция. Советские войска оставили Новгород и отошли за реку Малый Волховец.
Смоленское сражение (1941). Немецкая 2-я армия заняла Гомель.
Киевская операция (1941). Ставка ВГК разрешила отвести 5-ю армию Юго-Западного фронта за Днепр.
Тирасполь-Мелитопольская оборонительная операция. 1-я танковая группа вышла в район 1 км западнее плотины у Запорожья.
Оборона Красной Армией Днепропетровска от немецко-фашистских захватчиков.
Войска Резервной армии Южного фронта начали отражения атак 3 мк вермахта под Днепропетровском.
Войска 9-й и 18-й армий Южного фронта отступили за реку Днепр на фронте Никополь, Херсон, удержав на правом берегу реки плацдармы в районах Берислава и Херсона. Войска противника оккупировали город Херсон.
19 августа Ставка образовала Одесский оборонительный район, включив в него войска Приморской армии и Одесской военно-морской базы. Командующим оборонительным районом был назначен командир Одесской военно-морской базы контр-адмирал Г. В. Жуков.
Совинформбюро. В течение 19 августа наши войска вели бои с противником на всём фронте, особенно упорные на Кингисеппском, Новгородском, Гомельском и Одесском направлениях.

## 20 августа 1941 года. 60-й день войны
Ленинградская оборонительная операция. Войска противника возобновили наступление на Таллин и вышли к его пригородам. Немецкий 1-й армейский корпус занял Чудово, перерезав московское направление Октябрьской железной дороги. 41-й германский моторизированный корпус, взяв станции Войсковицы (Илькино) и Суйда, перерезал Кингисеппское и Киевское направления Октябрьской железной дороги и окружил лужскую группировку советских войск. Советские войска оставили г. Луга. Органами НКВД произведено экстренное плановое уничтожение промышленных предприятий г. Красногвардейск(Гатчина).
Смоленское сражение (1941). Войска противника вышли на рубеж Гомель, Стародуб и создали угрозу флангу и тылу Юго-западного фронта.
Киевская операция (1941). Советские войска начали отход за реку Днепр с плацдармов севернее и южнее Киева и у Черкасс.
Совинформбюро. В течение 20 августа наши войска вели упорные бои с противником на Кингисеппском, Новгородском, Старорусском, Гомельском и Одесском направлениях.

## 21 августа 1941 года. 61-й день войны
Ленинградская оборонительная операция. Началась оборона Ленинграда на ближних подступах. Войска 42-й армии В. И. Щербакова, развёрнутые на позициях Красногвардейского укрепрайона, вели бои с противником, вышедшим к Красногвардейску и перерезавшим южнее города шоссе и железную дорогу Ленинград — Луга. Немецкий 1-й армейский корпус захватил в исправности железнодорожный мост и виадук у Чудово.
Смоленское сражение (1941). 47-й мотокорпус 2-й танковой группы занял Почеп. Немецкие войска вышли на рубеж Новозыбков, Стародуб и глубоко охватили с востока и запада 21-ю армию. Связь между Брянским и Центральным фронтами нарушилась.
Совинформбюро. В течение 21 августа наши войска вели упорные бои с противником на всём фронте и особенно ожесточённые на Кингисеппском, Новгородском, Гомельском направлениях. После ожесточённых боёв наши войска оставили город Гомель.

## 22 августа 1941 года. 62-й день войны
Ленинградская оборонительная операция. На Ораниенбаумском направлении советские войска остановили противника северо-восточнее Копорья.
Смоленское сражение (1941). Противник нанес удар в стыке 22-й и 29-й армий с целью выхода в тыл нашим войскам, оборонявшимся в районе Великих Лук. Начались оборонительные действия 22-й армии Западного фронта на Торопецком направлении.
В ходе завершающего этапа Смоленского сражения, начавшегося 22 августа, Ставка ВГК предприняла очередную попытку организовать и провести наступление силами группы фронтов на Западном направлении.
Тирасполь-Мелитопольская оборонительная операция. Группа армий «Юг» ведёт упорные бои у Днепропетровска и Черкасс.
Гальдер: "Получена директива фюрера от 21.8 (исх. № 441412/41). Эта директива имеет решающее значение для всей Восточной кампании.
Директива гласит:
«1. Важнейшей задачей до наступления зимы является не захват Москвы, а захват Крыма, промышленных и угольных районов на реке Донец и блокирование путей подвоза русскими нефти с Кавказа. На севере такой задачей является окружение Ленинграда и соединение с финскими войсками…»
Совинформбюро. В течение 22 августа наши войска вели упорные бои с противником на всём фронте…

## 23 августа 1941 года. 63-й день войны
Ленинградская оборонительная операция. 23 августа Ставка Верховного Главнокомандования разделила Северный фронт на Карельский в составе 7-й и 14-й армий под командованием В. А. Фролова и Ленинградский в составе 23-й, 8-й и 48-й армий под командованием М. М. Попова. Ставка ВГК приняла решение о развёртывании восточнее Волхова 52-й резервной армии Н. К. Клыкова и вновь формируемой 54-й армии Г. И. Кулика.
Смоленское сражение (1941). Противник в районе Великих Лук окружил основные силы 22-й армии, которым пришлось пробиваться из окружения и отойти на восток. Отступили и войска 29-й армии. В последующем продвижение противника в полосе этих армий было остановлено на рубеже Западной Двины, в её верхнем течении.
Совинформбюро. В течение 23 августа наши войска продолжали вести бои с противником на всём фронте и особенно упорные на Кингисеппском, Смоленском, Новгородском и Одесском направлениях.
Советские войска после упорных оборонительных боёв оставили Великие Луки.

## 24 августа 1941 года. 64-й день войны
Таллинская оборона (1941). К исходу 24 августа противник вышел на непосредственные подступы к Таллину.
Ленинградская оборонительная операция. В районе Луги Полицейская дивизия СС обошла советские войска с востока и 24 августа полностью заняла город. Части Лужской оперативной группы попали в окружение.
Смоленское сражение (1941). 24 августа ВГК приняло решение о целесообразности объединения усилий войск, действовавших против немецких 2-й полевой армии и 2-й танковой группы, наступавших на Конотоп и Гомельском направлении. Для этого Центральный фронт был расформирован, его армии переданы Брянскому фронту, который теперь включал 50-ю, 3-ю, 13-ю и 21-ю армии. На командующего Брянским фронтом генерал-лейтенанта А. И. Ерёменко была возложена ответственность за разгром группировки врага, наступавшей на юг.
Киевская операция (1941). 2-я танковая группа начала наступление в направлении Конотопа. Немецкая 11-я танковая дивизия овладела мостом через Днепр у Окуниново и прорвалась на восток до переправы через Десну у Остера.
Тирасполь-Мелитопольская оборонительная операция. Немецкие войска захватили господствующие высоты перед Днепропетровском. К концу дня 24 августа части Резервной армии вели ожесточённые бои на подступах к Днепропетровску.
Совинформбюро. В течение 24 августа наши войска вели бои с противником на всём фронте и особенно упорные на Кексгольмском, Смоленском, Гомельском и Днепропетровском направлениях.

## 25 августа 1941 года. 65-й день войны
Ленинградская оборонительная операция. Немецкие войска из района Чудова возобновили наступление на Ленинград. 48-я армия начала отступать на Кириши и Пушкино. Направление на Тосно и Мгу оказалось открытым.
Смоленское сражение (1941). Ставка ВГК 25 августа поставила войскам Западного, Резервного и Брянского фронтов задачу по разгрому противостоящей группировки противника.
Вследствие тяжёлых боев Красная Армия оставила правобережную часть Днепропетровска.
Тирасполь-Мелитопольская оборонительная операция. Вследствие тяжёлых боев немецкие войска заняли Днепропетровск, переправились на левый берег Днепра, овладели Ломовкой и создали плацдарм на левом берегу реки.
Иранская операция. Правительству Ирана вручена нота Советского правительства о вводе советских войск в Иран в связи с широкой антисоветской деятельностью германских агентов и создавшейся угрозой СССР. В тот же день, 25 августа, советские войска вступили в Иран. Одновременно согласно договорённости между правительствами СССР и Англии в южную часть Ирана вошли английские войска.
Совинформбюро. В течение 25 августа наши войска вели упорные бои с противником на всем фронте. После упорных боёв наши войска оставили Новгород.

## 26 августа 1941 года. 66-й день войны
Таллинская оборона (1941). Ставка ВГК приняла решение перебазировать флот и гарнизон Таллина в Кронштадт и Ленинград.
Совинформбюро. В течение 26 августа наши войска вели упорные бои с противником на всём фронте.

## 27 августа 1941 года. 67-й день войны
Таллинская оборона (1941). Противник ворвался в город Таллин. Завязались бои на улицах города.
Совинформбюро. В течение 27 августа наши войска вели упорные бои с противником на Кингисеппском, Смоленском, Гомельском, Днепропетровском и Одесском направлениях.

## 28 августа 1941 года. 68-й день войны
Ленинградская оборонительная операция. Финские войска заняли Выборг.
Таллинская оборона (1941). Противник занял Таллин. Начался Таллинский переход кораблей Балтийского флота из Таллина в Кронштадт.
Киевская операция (1941). Войска противника форсировали Десну и захватили плацдармы на южном берегу.
28 августа. Принят указ о переселении немцев из Поволжья.
Совинформбюро. В течение 28 августа наши войска вели упорные бои с противником на всём фронте. После ожесточённых боёв наши войска оставили Днепропетровск.

## 29 августа 1941 года. 69-й день войны
Ленинградская оборонительная операция. 29 августа противник вышел к Колпину, но был остановлен в Слуцко-Колпинском укреплённом районе частями 55-й армии И. Г. Лазарева.
Смоленское сражение (1941). 29 августа по 2-й танковой группе были нанесены контрудары с востока, юга и запада.
Иранская операция. 29 августа вооружённые силы Ирана сложили оружие перед англичанами, а 30 августа перед Красной армией.
Совинформбюро. В течение 29 августа наши войска вели упорные бои с противником на всём фронте.

## 30 августа 1941 года. 70-й день войны
Ленинградская оборонительная операция. Войска противника вышли к Неве и перерезали последние железные дороги, связывавшие Ленинград со страной.
Смоленское сражение (1941). Войска Резервного и Брянского фронтов перешли в наступление, начав соответственно Ельнинскую и Рославльско-Новозыбковскую наступательные операции.
Ельнинская операция (1941). Началась Ельнинская операция (1941) (30 августа — 8 сентября). В 7.30 утра около 800 орудий, миномётов и реактивных установок обрушили огонь на вражескую оборону.  В 8:00 начали наступление 24-я армия и 43-я армия Резервного фронта Г. К. Жукова.
Рославльско-Новозыбковская операция. Началась Рославльско-Новозыбковская операция (30 августа — 12 сентября). Войска Брянского фронта начали наступление на Рославльском и Новозыбковском направлениях против группы армий «Центр». Продвижение войск к концу операции составило до 20-25 километров, но задача по разгрому 2-й танковой группы вермахта решена не была.
Совинформбюро. В течение 30 августа наши войска вели упорные бои с противником на всём фронте.

## 31 августа 1941 года. 71-й день войны
31 августа. В Архангельск прибыл первый английский конвой. Начались совместные действия Северного флота и военно-морских сил союзников.
Ленинградская оборонительная операция. На Карельском перешейке войска Ленинградского фронта отошли на старую государственную границу (1939 год) и закрепились на рубеже Карельского УР. Немецкие войска заняли станцию Мга.
Киевская операция (1941). Войска левого фланга Юго-западного фронта вели бои с ударной группировкой противника, начавшей форсирование Днепра юго-восточнее Кременчуга.
Совинформбюро. В течение 31 августа наши войска вели бои с противником на всём фронте.

## Перечень карт
1. Общий ход военных действий в первом периоде войны. Июнь 1941 г. — ноябрь 1942 г.
2. Боевые действия на северо-западном, западном и юго-западном направлениях. 22 августа — 9 августа 1941 г.
3. Боевые действия на западном фронте. 22 августа — 11 августа 1941 г. (недоступная ссылка)
4. [dic.academic.ru/pictures/bse/gif/0237149994.gif Киевская оборонительная операция 7 августа — 26 сентября 1941 г.]
5. Ленинградская оборонительная операция. 10 августа — 30 сентября 1941 г.
6. [dic.academic.ru/pictures/sie/smolen_obor_oper.jpg Смоленская оборонительная операция. 10 августа — 10 сентября 1941 г.]
7. Ельнинская операция. 30 августа — 9 сентября 1941 г.

## Список литературы
1. ↑  Гальдер Ф. Военный дневник. Ежедневные записи начальника Генерального штаба Сухопутных войск 1939—1942 гг.— М.: Воениздат, 1968—1971 (стр.)
2. ↑  Сводки, сообщения Совинформбюро и Приказы Верховного Главнокомандующего Вооружёнными Силами СССР. 1941—1945 гг. Дата обращения: 31 августа 2010. Архивировано 12 августа 2010 года.
3. ↑  Гальдер Ф. Военный дневник. Ежедневные записи начальника Генерального штаба Сухопутных войск 1939—1942 гг.— М.: Воениздат, 1968—1971